# Nozze agitate
Nozze agitate (Getting Gertie's Garter) è un film statunitense del 1945 diretto da Allan Dwan.
Il film si basa sull'omonima opera teatrale (Getting Gertie's Garter) di Wilson Collison e Avery Hopwood datata 1921.